# Sturisoma monopelte
Sturisoma monopelte är en fiskart som beskrevs av Fowler, 1914. Sturisoma monopelte ingår i släktet Sturisoma och familjen Loricariidae. Inga underarter finns listade i Catalogue of Life.